# ハッスル夫婦
ハッスル夫婦（はっするふうふ）は1979年4月21日から9月29日まで東京放送（TBS）で放送されていた視聴者参加型公開バラエティ番組である。全24回。

## 概要
毎週土曜12:00 - 12:55に銀座テレサ（三越銀座店別館）からの公開生放送だった。
視聴者代表3組と芸能人ゲスト1組（5月26日は松鶴家千とせ夫妻）の計4組の夫婦が出場、5つのゲームに挑戦した。しかし「夫婦」といいながら、冒頭（後期は中盤）で夫婦を入れ替えてから行うというのが、当番組の売りである。

## オープニング口上
- 「旦那も公認、女房も公認、銀座でスワップ、『ハッスル夫婦』!!」

## 番組内容
まずゲームを始める前に行うのが「チョット拝借、あなたの旦那」で、妻はホール内の4人の写真から好みの男性芸能人を選び、一方の夫はどれか1つの男性芸能人の写真裏に移動、そして妻の好みの写真をオープンし、出てきた夫とペアを組む。5月26日放送分では20個の中から合鍵を探す「愛カギさがし」、妻がスタジオ飛び出して銀座の街頭でゼスチャーを行い何を伝えているのかをスタジオに残っている夫が解答する「銀座ラブサイン」、パネルの指示通りに夫婦がポーズをとる「愛のハッスルポーズ」、決勝戦に当たる「ハッスル夫婦モグラ叩き大決戦」ではモグラたたきゲームを使い男女別で競いあった。男女のそれぞれの優勝者には「変身コーナー」に参加する資格を得た。敗者復活戦に当たる「残念ゲーム」では、制限時間内に夫が哺乳瓶どれだけミルクが飲めるかを競った。
優勝した夫婦には男性はALEXのスポーツウエア、女性はCHARACTER Bのカジュアルウエア、ウェラ化粧品の詰め合わせのほか海外旅行獲得のためのクイズに参加しない場合は平和堂貿易の宝石が贈られた。
「残念ゲーム」にも1位には平和堂貿易の高級時計「ウェルサム」、2位にはマルエム松崎のバック、3位はコダックの「インスタントカメラ」が男女ペアで贈られた。
先述の通り海外旅行（太平洋観光によるハワイ旅行）は優勝した夫婦が獲得のためのクイズに参加することを申告して5枚の封筒の中から1枚を選び見事正解した場合獲得することができる。参加することを申告してクイズに正解した場合に海外旅行を獲得することは珍しかった。
後期からは、前半2ゲームは通常の夫婦で行い、後半からは「チョット拝借」に替わる組み換えとして「世紀の大離婚」が登場、ロープを使って夫婦を組み換え、そのペアでゲームを行い、そして「ハッスルポーズ」は後半最初のゲームとなる。
司会は江利チエミとフィギュアスケート選手だった佐野稔の異色の組み合わせだった。
関東地方のみでネット局はなかった。
ゲームの合間にはゲスト歌手（5月26日は殿さまキングスと高野恵子）の歌に乗せて来週の星占いをテロップで伝えた後インフォメーションコーナーが設けられ関東ローカルの特性を生かして関東周辺のレジャーやイベントを紹介していた。
番組スポンサーは、イチジク製薬、第一家庭電器、森永製菓の3社でいわゆる「ご覧のスポンサー」は一つもなかった。
番組は半年（2クール）で終了。1976年10月スタートの『レツゴー銀座』（出演：レツゴー三匹）、1977年4月『ハッスル銀座』（出演：西田敏行、松崎しげる、林美雄）以来続いてきた銀座テレサからのTBS土曜正午枠バラエティ番組は終了した。

## 出演
- 司会：江利チエミ、佐野稔
- アナウンサー：山田二郎[6]
- アシスタント：キューピット、杉田美由紀
- 変身コーナー・メイク：マーク・山田
- 変身コーナー・ヘアー：岡田丈士

## スタッフ
- 作・構成：伊藤裕弘 / 後藤正義、長束利博、後藤文雄
- 音楽：小松原まさし[7]
- プロデューサー：田中新二（TBS）、掘田哲郎（NP企画）
- 技術：島田健治
- 調整：船山道夫
- カメラ：北山善弘
- 照明：松本修一
- 音声：湯浅高己
- 美術デザイン：宮沢利昭
- 美術進行：笠松利明
- 音響：塚田益昭
- 演出：古谷寛
- 技術協力：東通
- 制作協力：NP企画
- 製作著作：TBS